# Spekeröd
Spekeröd is een plaats in de gemeente Stenungsund in het landschap Bohuslän en de provincie Västra Götalands län in Zweden. De plaats heeft 67 inwoners (2005) en een oppervlakte van 18 hectare.